# Trachymyrmex opulentus
Trachymyrmex opulentus är en myrart som först beskrevs av Mann 1922.  Trachymyrmex opulentus ingår i släktet Trachymyrmex och familjen myror. Inga underarter finns listade i Catalogue of Life.